# Ransäter
Ransäter is een plaats in de gemeente Munkfors in het landschap Värmland en de provincie Värmlands län in Zweden. De plaats heeft 137 inwoners (2005) en een oppervlakte van 22 hectare.
De rivier de Klarälven deelt Ransäter in een oostelijk en westelijk deel sinds 1940 zijn deze delen verbonden door een brug waar een weg over loopt.
Op het kerkhof van Ransäters kerk zijn de Zweedse oud minister-president Tage Erlander en zijn vrouw, Aina Erlander, begraven.

## Geboren in Ransäter
- Erik Gustaf Geijer (1783-1847), Zweeds schrijver, historicus, dichter, filosoof en componist
- Tage Erlander, Zweeds sociaaldemocratisch politicus en premier van Zweden tussen 1946 en 1969.